# Gnomo (Dungeons & Dragons)

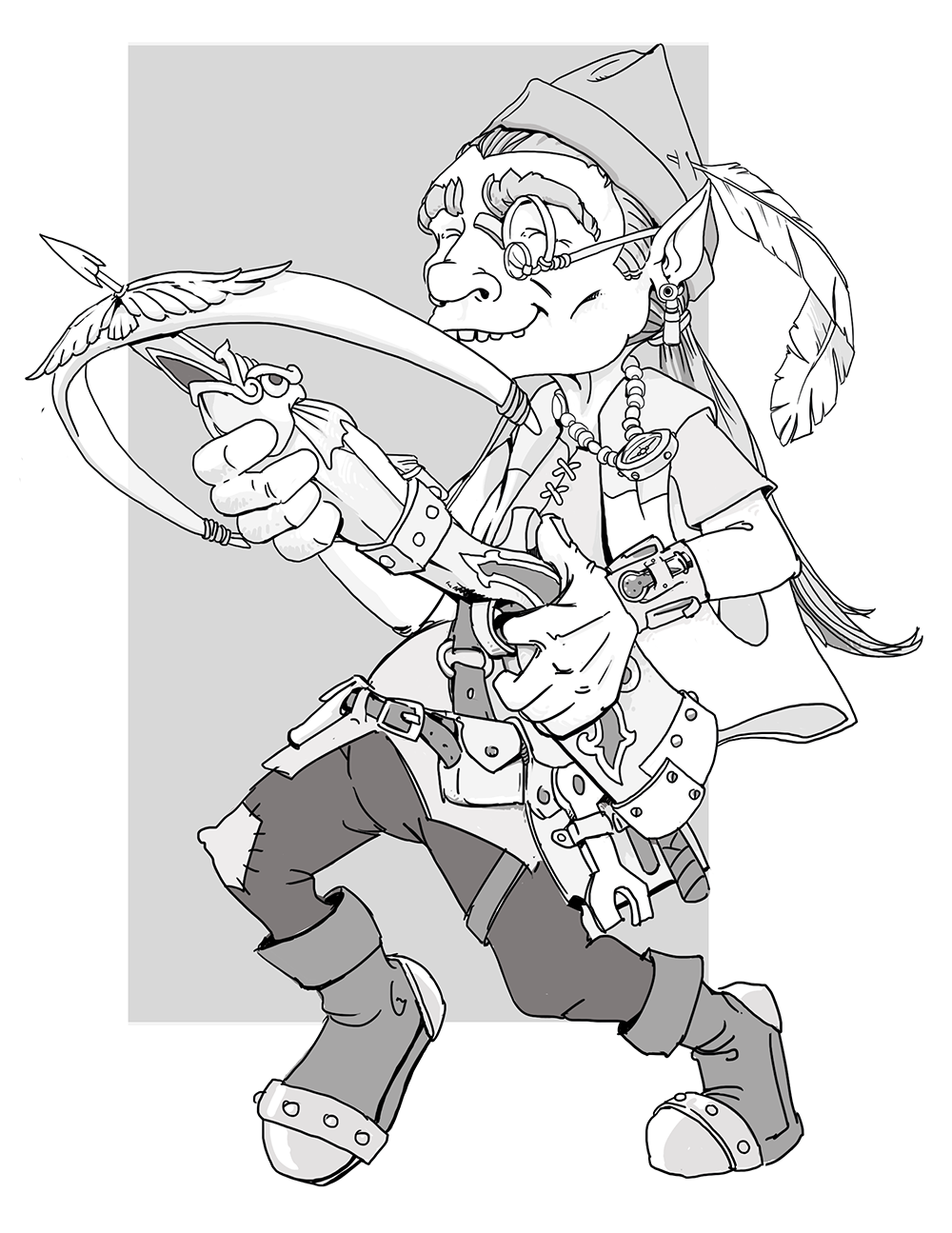
Uno gnomo

Nel gioco di ruolo fantasy Dungeons & Dragons, lo Gnomo è una delle razze descritte. Gli gnomi sono creature caratterizzate da un tagliente senso dell'umorismo, da una spiccata curiosità, da un innato senso artistico e da un forte rispetto per gli animali e le altre razze. Raramente malvagi e spesso amichevoli, si divertono con scherzi, beffe e giochetti d'astuzia, ma sono anche grandi inventori e alchimisti, interessandosi di tecnologia e scienza. Si applicano in ogni arte in cui possono esprimere la loro creatività, come pittura, musica, cucina, scultura; è molto facile sorprendere uno gnomo lavorare il legno per creare oggetti di fine artigianato o aggirarsi febbrilmente fra gli ingranaggi di strani marchingegni. Come i "cugini" nani sono per natura resistenti alla magia, anche se il loro atteggiamento verso quella che considerano una forma d'arte è diametralmente opposto, e condividono con loro il particolare interesse nei riguardi di oro e gemme preziose, di cui sono avidi collezionisti e abili intagliatori.
Solitamente esistono delle sottorazze di gnomi, a seconda dell'ambientazione cui appartengono. Alcuni esempi sono gnomi delle colline, gnomi delle foreste, gnomi dei ghiacci, gnomi delle montagne, gnomi delle profondità (svirfneblin). Queste sottorazze possono differire molto, non solo per l'ambiente naturale in cui vivono, ma anche per il loro comportamento (e, regolisticamente, di solito subiscono variazioni più o meno pesanti dall'archetipo comune).
Uno gnomo, che può vivere per  350 anni conservando sempre un aspetto giovanile, appare come un umanoide di bassa statura (non più di un metro) pesante all'incirca una ventina di chilogrammi. Gli gnomi sono decisamente più piccoli e di corporatura assai meno robusta di un nano. Fra le guance, spesso arrossate dal vino, spunta un "naso importante". La pelle è generalmente marrone-legno o marrone scuro e i capelli variano in tonalità dal bianco al castano chiaro. Solo i maschi hanno la barba, tenuta corta e ben curata.
Gli gnomi sono tendenzialmente socievoli e tolleranti, anche se dubitano degli estranei finché non sono certi di potersi fidare; se qualcosa li insospettisce, diventano dubbiosi, riservati e agiscono in sordina. Non perdono occasione di darsi ai festeggiamenti, in cui abbondano ottime pietanze e bevande alcoliche e che, normalmente, hanno la durata di alcuni giorni.
Gli gnomi scelgono di vivere in territori disabitati da altre razze, dove la possibilità di incontrare "gente alta" (in particolare gli umani) è minore. Preferiscono scavare le loro dimore sotterranee in zone di superficie caratterizzate da colline rocciose ricoperte di alberi; nonostante siano fondamentalmente creature che vivono sottoterra amano il contatto con la natura, in cui passano la maggior parte del loro tempo. La società è divisa in clan. Le tane, che a volte possono essere in prossimità di miniere, hanno interni ben curati e sono sempre nascoste da illusioni e giochi di mimetizzazione, cosa che le rende difficilissime da scovare per chi non ne conosce l'ubicazione precisa. A causa della loro vita parzialmente sotterranea e parzialmente superficiale, hanno sviluppato, come gli elfi, la visione crepuscolare, ovvero la capacità di vedere molto più lontano di un umano in condizioni di bassa luminosità. Nei secoli, gli gnomi si sono frequentemente scontrati con coboldi e goblin, piccole creature verso le quali hanno oramai un odio viscerale. Non amano nemmeno i mezzorchi (probabilmente per il modo in cui vengono trattati da loro). I linguaggi normalmente conosciuti dalla razza sono Gnomesco e Comune (la tipica lingua degli umani), ma hanno anche la straordinaria capacità di parlare con gli animali; a volte, individui particolarmente intelligenti possono conoscere i linguaggi di altre creature.
Si sussurra che, anticamente, un folle mago abbia incrociato uno gnomo con un troll dando origine alla razza degli gnoll.

## Evoluzione nella storia di D&D

### Original D&D
La razza è introdotta già nella prima edizione del gioco, ma non fra le razze cosiddette "standard" (cioè selezionabili dal giocatore come razza per il suo personaggio giocante), bensì fra i mostri, utilizzabili quindi dal Dungeon Master per i personaggi non giocanti. Lo gnomo è definito (a parte la descrizione fisica) come del tutto simile ad un nano, quindi con Legale o Neutrale come unici allineamenti possibili.

### AD&D Prima Edizione
Lo Gnomo è inserito fra le razze standard con accesso alle classi Guerriero e Ladro, oltre che a Illusionista (sottoclasse del Mago specializzata in incantesimi di illusione) e Assassino (sottoclasse del Ladro); nelle sottoclassi e come Guerriero ha una limitazione nel livello massimo raggiungibile. Le combinazioni multiclasse fra cui può scegliere sono:
- Guerriero/Ladro
- Guerriero/Illusionista
- Illusionista/Ladro

Per poter essere uno gnomo il personaggio deve soddisfare dei requisiti minimi nei valori delle caratteristiche (con distinzione in base al sesso).
Viene formalizzata la sua naturale resistenza alla magia con un bonus agli specifici tiri salvezza. Oltre allo Gnomesco, al linguaggio d'allineamento e al Comune conosce altri linguaggi che, in D&D3ed, verrebbero definiti "automatici"; la scelta di quelli addizionali ("linguaggi bonus" in D&D3ed), cioè a libera scelta del giocatore, il cui numero è determinato dal punteggio di Intelligenza, non è, come in altre edizioni, ristretta ad una lista ma il loro numero è molto limitato rispetto ad un personaggio umano. Non vi sono restrizioni nella scelta dei nove allineamenti, se non in dipendenza della classe di appartenenza. Finché si trova sottoterra, lo gnomo è un duro avversario: ha l'infravisione, ovvero la capacità di vedere al buio senza la necessità di una fonte luminosa, e può rilevare facilmente la presenza di pericolosi dislivelli, gallerie nascoste, la giusta direzione da prendere per non perdersi ecc. (ma non, come i nani, la presenza di trappole). Dal punto di vista del combattimento, lo gnomo ha un bonus alla THAC0 quando affronta orchi e creature cosiddette goblinoidi (per l'odio che prova nei loro confronti) e causa una penalità alla THAC0 di avversari molto più grandi di lui (come, ad esempio, un gigante). In questa edizione, gli gnomi non hanno né bonus, né penalità razziali alle caratteristiche.

### D&D Base

#### Quarta revisione
Mentre altre razze standard sono diventate classi base (le cosiddette "classi semiumane", affiancate alle "classi umane"), lo gnomo è utilizzabile solo come PNG.

### AD&D Seconda Edizione
Rispetto alla prima edizione di AD&D un personaggio di razza gnomesca può essere anche Chierico (classe utilizzabile precedentemente solo per PNG); di conseguenza, ha a disposizione ulteriori combinazioni multiclasse:
- Guerriero/Chierico
- Chierico/Illusionista
- Chierico/Ladro

Gli gnomi hanno un bonus razziale all'Intelligenza e una penalità alla Saggezza. Il numero di linguaggi automatici è determinato dal punteggio di Intelligenza e, a differenza degli umani, la scelta del tipo di linguaggio deve essere fatta fra quelli di una limitata lista, fra cui è presente il linguaggio dei "mammiferi di tana".

### D&D Terza Edizione (3.0)
Oltre che non esserci più nessuna limitazione nella scelta della classe e nessun punteggio minimo richiesto nelle caratteristiche, i cambiamenti più rilevanti riguardano la visione dello gnomo in assenza di fonti luminose (non ha più l'infravisione, e quindi non può più vedere nel buio totale, ma ha la visione crepuscolare, ovvero una vista migliore di quella umana in presenza di poca luce) e i modificatori razziali: ora ha una penalità alla Forza e un bonus alla Costituzione. Mentre è presente, come in precedenti edizioni, un bonus ai tiri salvezza contro la magia, limitato però solo a quella di illusione e, in combattimento, un bonus al tiro per colpire contro goblinoidi e coboldi, la penalità che causa quando combatte contro creature di taglia gigante è ora un bonus alla propria classe armatura. Non ha più la capacità speciale di valutare e scoprire facilmente modificazioni in ambienti sotterranei ma, con l'introduzione nella meccanica di gioco del sistema di abilità e talenti, allo gnomo sono attribuiti bonus alle abilità Osservare e Alchimia. Oltre ai linguaggi automatici, Gnomesco e Comune, può, limitatamente nel tempo, parlare con mammiferi di tana come se fosse stato lanciato l'incantesimo Parlare con gli animali; i linguaggi bonus devono essere scelti da una limitata lista. A meno che uno gnomo non sia particolarmente stupido (ovvero possieda un basso punteggio di Intelligenza) può lanciare qualche incantesimo arcano di livello 0 (chiamati "trucchetti" per la loro semplicità sia d'effetto che di esecuzione).

#### D&D 3.5
La "classe favorita" passa da Illusionista a Bardo. La spiegazione di questa decisione potrebbe riguardare la debolezza dell'illusionista nelle meccaniche di gioco oppure la non idoneità della classe, vista la tendenza dello gnomo alla perdita della concentrazione per il suo particolare temperamento (in D&D3ed è data molta importanza alla concentrazione dell'incantatore nel lancio degli incantesimi). Un'illusione lanciata da uno gnomo causa un aumento nella Classe di Difficoltà per il tiro salvezza dell'avversario. Ora la caratteristica che determina la possibilità di lanciare o meno "trucchetti" non è più l'Intelligenza bensì il Carisma, cambio probabilmente legato alla modifica della classe favorita (per l'illusionista è fondamentale l'Intelligenza, mentre per il bardo il Carisma).

## Ambientazioni

### Forgotten Realms
Nei Forgotten Realms gli gnomi esistono su Toril esclusivamente nel Faerûn. La loro presenza risale al -690 CV, quando fondarono, nel Sottosuolo del Nord, la città svirfneblin Blingdenstone (distrutta nell'Anno dell'Arpa Non Suonata da un attacco di drow provenienti da Menzoberranzan). Nel continente sono molto diffusi, sia nelle zone civilizzate che in quelle selvagge, nonché nel Sottosuolo. L'unica nazione di gnomi è quella della grande isola di Lantan, nel Mare Senza Tracce, dove vivono quasi esclusivamente gnomi; l'isola è famosa per i furbi mercanti, le invenzioni e gli scaltri ingegneri che, di tanto in tanto, giungono anche sulla terraferma, ma soprattutto perché, si dice, gli abitanti custodiscono il segreto della magica "polvere nera", donato da Gond Wonderbringer, dio degli artefìci, quando giunse sull'isola come avatar durante il Periodo dei Disordini, come ringraziamento per la loro fedeltà e devozione. Nonostante sia molto facile vederli camminare lungo le vie delle grandi città faerûniane (non soltanto umane), in cui è raro che non vi sia una loro comunità, gli gnomi vengono apostrofati come "gente dimenticata" ("forgotten folk") a causa del loro disinteresse nei confronti di ciò che li circonda e degli avvenimenti che non li interessano direttamente; infatti tendono a pensare a sé stessi, alla propria famiglia e ai propri amici piuttosto che al resto del mondo. Gli gnomi di Faerûn sono suddivisi in due sottorazze:
- Gnomi delle Rocce: descritti come del tutto simili all'archetipo del "classico" gnomo del Manuale del Giocatore, sono gli gnomi che popolano le terre in superficie.
- Svirfneblin (Gnomi delle Profondità): questi gnomi dalla pelle grigia e particolarmente malvagi vivono esclusivamente nel Sottosuolo. Hanno poteri mentali che li rendono avversari temibili (regolisticamente, sono degli psionici); la loro capacità di occultamento è straordinaria: se uno svirfneblin decide di non farsi trovare, molto difficilmente ciò avverrà.[9] [10]